# Переводной словарь
Переводно́й слова́рь — словарь, содержащий в сопоставлении слова одного языка и их переводные эквиваленты на другом языке (или на нескольких других языках, в таком случае переводной словарь является многоязычным).
Древнейшие переводные словари (шумерско-аккадские, аккадско-арамейские и др.) известны в клинописных памятниках древнего Двуречья. Один из старейших русских переводных словарей — «Книга лексикон греко-славено-латинский» Епифания Славинецкого. Его создание относят к 1664—1676 гг.
В настоящее время существует большое количество дву- и многоязычных переводных словарей.
Их условно разделяют на две большие группы:
- общие, или общелексические переводные словари, переводящие общую лексику с одного языка на другой (для двуязычных словарей), или для многоязычных словарей (встречаются намного реже, чем двуязычные) — переводящие общую лексику одного языка на несколько иностранных языков;
- научные, научно-технические и технические переводные словари: политехнические, общетехнические, отраслевые, тематические и специализированные. Политехнические словари включают в себя, как правило термины по основным отраслям науки и техники, а отраслевые (тематические, специализированные) переводные словари узкоспециальную терминологию. Словари этой «группы» также могут быть дву- и многоязычными словарями, причем многоязычность для технических и специализированных переводных словарей более распространена, чем общелексических.